# Brasilianisch-gambische Beziehungen
Die brasilianisch-gambischen Beziehungen umfassen die bilateralen Beziehungen zwischen Brasilien und Gambia. Sie unterhalten seit 1965 offizielle diplomatische Beziehungen.
Ihr Verhältnis gilt als gut, aber erst vergleichsweise schwach entwickelt. Neben einigen historischen Bezügen und ihrem bilateralen Handel gehört heute auch die brasilianische Entwicklungszusammenarbeit zu ihren Verbindungsgliedern. So ist Gambia ein Empfängerland des Schulspeisungsprogramms, das wesentlich von brasilianischen Institutionen unterstützt wird und in Kooperation mit dem Center of Excellence against Hunger durchgeführt wird, ein in der brasilianischen Hauptstadt Brasília ansässiges Projekt des Welternährungsprogramms der Vereinten Nationen.
Ein weiteres Verbindungsglied ist die kleine gambische Diaspora in Brasilien, zu der auch einige Studenten gehören. Im Jahr 2024 waren 251 in Gambia geborene Einwohner in Brasilien gemeldet.

## Geschichte

### Vorgeschichte bis 1965

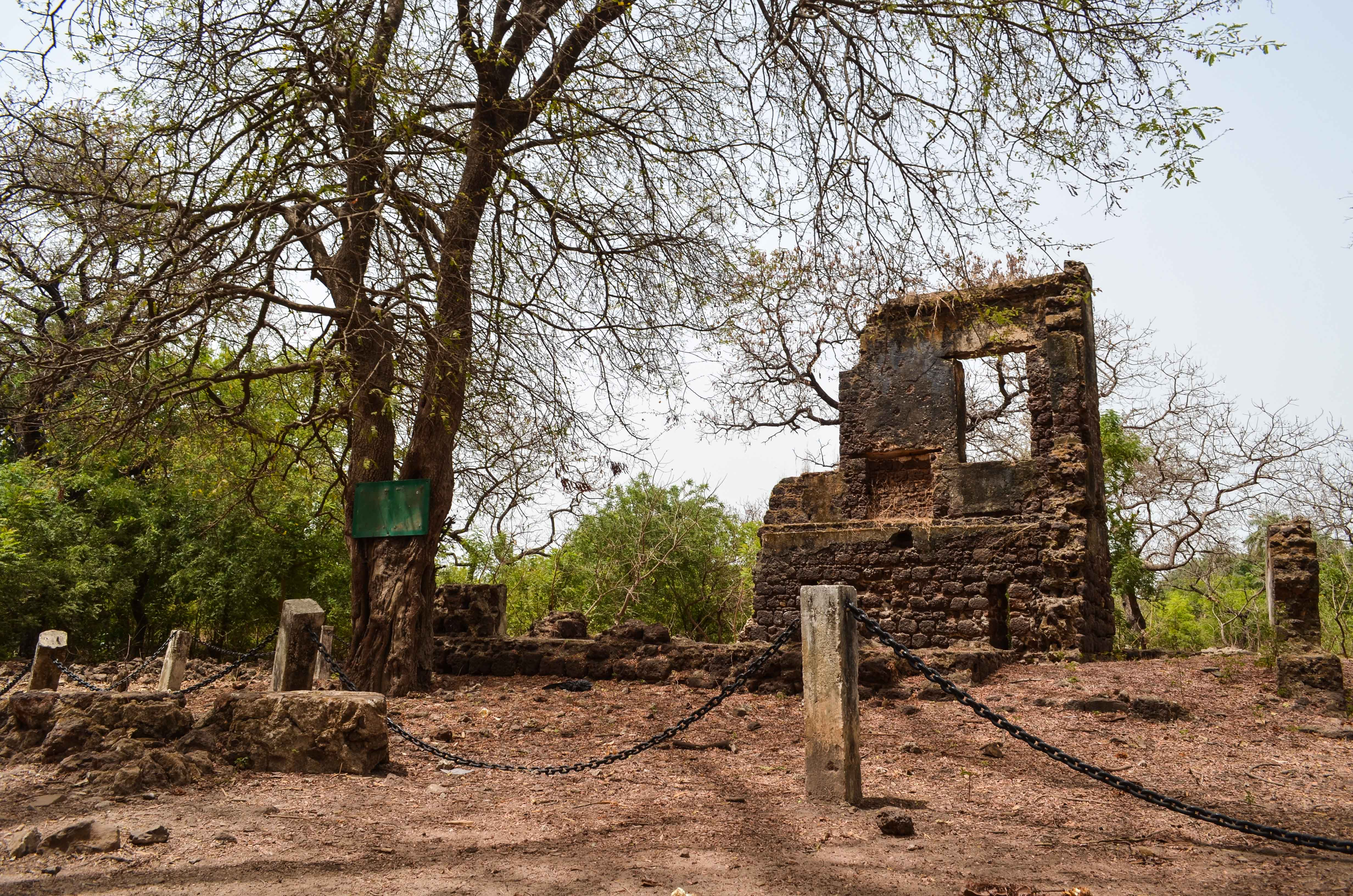
Die Ruinen von San Domingo, der ersten portugiesischen Niederlassung am Gambiafluss: die ersten Beziehungen zwischen Brasilien und Gambia entstanden im Zuge der portugiesischen Expansion seit dem 15. Jh.

Nachdem die portugiesischen Entdeckungsreisenden ab 1456 portugiesische Handelsstationen am Gambiafluss einrichteten und Brasilien ab 1500 portugiesische Kolonie wurde, waren beide Gebiete durch Handelsrouten verbunden, teils auch noch nach dem Ende der portugiesischen Handelsrechte am Gambiafluss 1588, im Rahmen des anhaltenden Atlantischen Dreieckshandels. Auch über gambische Stationen wie Kunta Kinteh Island und andere lief der transatlantische Sklavenhandel, der auch die Plantagenwirtschaft in Brasilien bediente, entgegen dem im 18. Jahrhundert beginnenden Verbot des Sklavenhandels durch die Kolonialmacht Portugal (siehe auch Abolitionismus in Portugal). 1822 erklärte sich Brasilien für unabhängig und führte seine Sklavenwirtschaft noch einige Jahrzehnte weiter.
Gambia erreichte seine Unabhängigkeit vom Vereinigten Königreich 1965 und ging im selben Jahr diplomatische Beziehungen zu Brasilien ein.

### Seit 1965

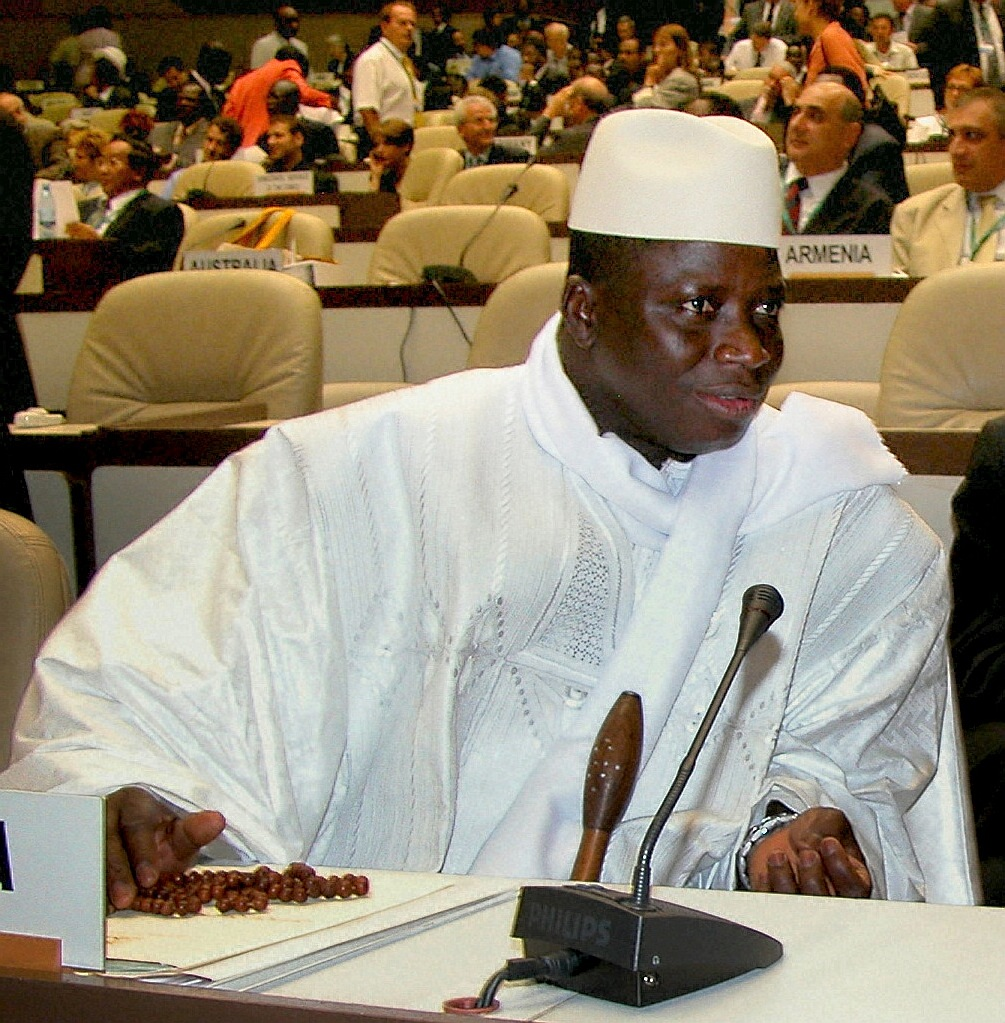
Yahya Jammeh bei einer internationalen Konferenz 2003: Gambias Präsidenten kamen mehrfach nach Brasilien.

1992 kam Gambias Präsident Dawda Jawara nach Brasilien, um an der Konferenz der Vereinten Nationen über Umwelt und Entwicklung in Rio de Janeiro teilzunehmen.
Insbesondere der 2003 ins Amt gekommene Präsident Lula da Silva weitete dann die außenpolitischen Aktivitäten Brasiliens aus und verbesserte die Beziehungen seines Landes auch zu vielen afrikanischen Staaten, in kultureller, diplomatischer und wirtschaftlicher Hinsicht. Die Beziehungen zu den afrikanischen Staaten mit Amtssprache Portugiesisch waren dabei Schwerpunkt, aber auch Gambia rückte dabei langsam näher an Brasilien.
2005 kam Gambias Präsident Yahya Jammeh zum Staatsbesuch nach Brasilien. 2010 veranstaltete Brasilien eine Konferenz zum Dialog mit afrikanischen Staaten zum Thema Ernährungssicherheit, Hungerbekämpfung und ländliche Entwicklung, an der auch der gambische Minister für Wirtschaftsplanung und industrielle Entwicklung teilnahm.
Gambias Präsident Yahya Jammeh reiste 2012 erneut nach Brasilien, um an der Konferenz der Vereinten Nationen über nachhaltige Entwicklung teilzunehmen.
Bei der Akkreditierungsübergabe in Washington während der weltweiten COVID-19-Pandemie besprachen die Botschafter beider Länder eine weitere Annäherung, die am geeignetsten über den Beginn einer Zusammenarbeit in der Landwirtschaft, über die Erhöhung ihres Handelsaustausches und die Förderung des Fußballs in Gambia erfolgen sollte.

## Diplomatie
Brasilien unterhält noch keine eigene Botschaft in Gambia, das Land gehört zum Amtsbezirk des brasilianischen Botschafters in der senegalesischen Hauptstadt Dakar, der in der gambischen Hauptstadt Banjul dazu doppelakkreditiert wird.
Auch Gambia hat bislang keine eigene Vertretung in Brasilien eröffnet, der gambische Botschafter in der US-amerikanischen Hauptstadt Washington wird auch in der brasilianischen Hauptstadt Brasília akkreditiert.
Gegenseitige Konsulate sind ebenfalls nicht eingerichtet (alles Stand 2024).

## Wirtschaft

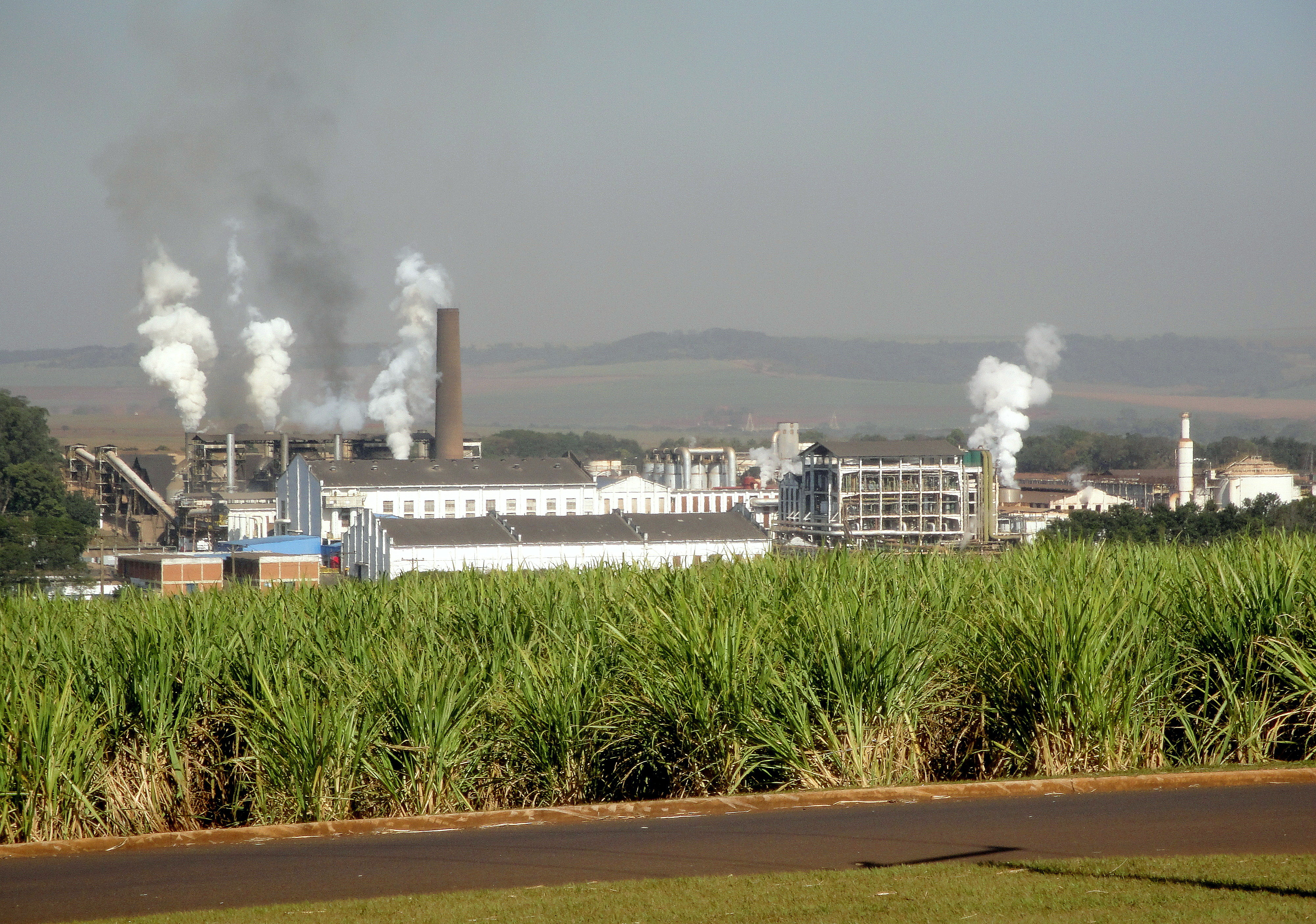
Zuckerraffinerie in Pradópolis im Bundesstaat São Paulo: Zucker ist das wichtigste Exportgut Brasiliens nach Gambia, von wo vor allem Fisch, Krustentiere und Meeresfrüchte nach Brasilien gehen.

Zwischen 2008 und 2012 wuchs das Handelsvolumen zwischen Brasilien und Gambia von 55,2 Mio. US-Dollar auf 76,9 Mio. US-Dollar, mit einem stets massiven Handelsbilanzüberschuss (2012: 74,8 Mio. US-Dollar) zu Gunsten Brasiliens.
2023 erreichten die brasilianischen Exporte nach Gambia 112,62 Mio. US-Dollar, mit Zucker und Zuckerwaren (50,96 Mio. US-Dollar), Getreide (36,50 Mio. US-Dollar) und Fleisch und Fleischprodukte (14,70 Mio. US-Dollar) als wichtigsten Gütern. Gambia exportierte 2022 Waren im Wert von nicht ganz 104.000 US-Dollar nach Brasilien, ganz überwiegend Fisch, Krustentiere und Meeresfrüchte.